# Сингх, Гурчаран (боксёр)
Гурчаран Сингх (род. 10 апреля 1977, Пенджаб) — индийский боксёр, представитель тяжёлой и полутяжёлой весовых категорий. Выступал за национальную сборную Индии по боксу во второй половине 1990-х годов, бронзовый призёр Азиатских игр, двукратный чемпион Южноазиатских игр, победитель и призёр многих турниров международного значения, участник двух летних Олимпийских игр. В 2001—2010 годах боксировал также на профессиональном уровне.

## Биография
Гурчаран Сингх родился 10 апреля 1977 года в штате Пенджаб, Индия.
Занимался боксом одновременно со службой в Индийской армии.

### Любительская карьера
Первого серьёзного успеха на взрослом международном уровне добился в сезоне 1995 года, когда вошёл в основной состав индийской национальной сборной и выступил на домашних Южноазиатских играх в Мадрасе, где одержал победу в зачёте полутяжёлой весовой категории.
В 1996 году победил на Кубке мэра в Себу и благодаря череде удачных выступлений удостоился права защищать честь страны на летних Олимпийских играх в Атланте. На Играх, однако, уже в стартовом поединке категории до 81 кг со счётом 7:15 потерпел поражение от пуэрториканца Энрике Флореса и сразу же выбыл из борьбы за медали.
После атлантской Олимпиады Сингх остался в составе боксёрской команды Индии на ещё один олимпийский цикл и продолжил принимать участие в крупнейших международных турнирах. Так, в 1997 году в полутяжёлом весе он выступил на Кубке короля в Бангкоке и на Кубке президента в Богоре.
В 1998 году взял бронзу на международном турнире Хиральдо Кордова Кардин в Гаване, дошёл до четвертьфинала на Играх Содружества в Куала-Лумпуре, выиграл бронзовую медаль на Азиатских играх в Бангкоке, где на стадии полуфиналов был остановлен представителем Узбекистана Сергеем Михайловым.
В 1999 году стал серебряным призёром на международном турнире Хиральдо Кордова Кардин в Санта-Кларе, выиграл Южноазиатские игры в Катманду, принял участие в чемпионате мира в Хьюстоне, уступив в четвертьфинале французу Жону Дови.
Находясь в числе лидеров индийской национальной сборной, благополучно прошёл отбор на Олимпийские игры в Сиднее. На сей раз в категории до 81 кг сумел выиграть у двоих соперников по турнирной сетке, тогда как в третьем четвертьфинальном бою по очкам проиграл украинцу Андрею Федчуку.

### Профессиональная карьера
Вскоре по окончании Олимпиады в Сиднее Гурчаран Сингх покинул расположение индийской сборной и переехал на постоянное жительство в США, где в марте 2001 года успешно дебютировал на профессиональном уровне. Оставался непобеждённым на протяжении всех 2000-х годов, одержав в общей сложности 20 побед подряд. При всём при том, уровень его оппозиции был не очень высоким, и из-за череды травм в последнее время он выходил на ринг сравнительно редко.
Наиболее значимый поединок среди профессионалов провёл в августе 2010 года, встретившись с боксёром из Узбекистана Тимуром Ибрагимовым (28-2-1) — потерпел от него поражение техническим нокаутом в десятом раунде и на том принял решение завершить спортивную карьеру.